# Eusebio Pedroza
Eusebio Pedroza Silva (* 2. März 1956 in Panama-Stadt, Panama; † 1. März 2019 ebenda) war ein panamaischer Boxer und von April 1978 bis Juni 1985 Weltmeister der WBA im Federgewicht. Seine siebenjährige Titelregentschaft gehört zu den längsten der Boxgeschichte. Mit 19 Titelverteidigungen hält er zudem einen Rekord in der Gewichtsklasse. Das Ring Magazine wählte ihn 2002 unter die besten 10 Federgewichtsboxer aller Zeiten. 1999 fand er Aufnahme in die International Boxing Hall of Fame.
Sein Cousin Rafael Pedroza war ebenfalls Boxer und WBA-Weltmeister im Superfliegengewicht (1981–1982).

## Boxkarriere
Eusebio Pedroza boxte als Profi von Dezember 1973 bis November 1992. Seinen ersten WM-Kampf, um den WBA-Titel im Bantamgewicht, verlor er am 3. April 1976 in Mexicali durch KO in der zweiten Runde gegen Alfonso Zamora (Kampfbilanz: 24-0, 24 KO). Im Anschluss wechselte er in das Federgewicht. Dort gewann er am 15. April 1978 in Panama-Stadt den WBA-Titel durch TKO in der dreizehnten Runde gegen Cecilio Lastra (26-2, 17 KO).
Den Titel konnte er 19 Mal verteidigen:
- 2. Juli 1978 in Panama-Stadt durch TKO in der zwölften Runde gegen Ernesto Herrera (21-3, 13 KO)
- 27. November 1978 in San Juan durch einstimmige Entscheidung nach 15 Runden gegen Enrique Solis (14-8, 3 KO)
- 9. Januar 1979 in Bunkyō durch TKO in der dreizehnten Runde gegen Royal Kobayashi (26-4, 22 KO)
- 7. April 1979 in Panama-Stadt durch TKO in der elften Runde gegen Héctor Carrasquilla (15-2, 14 KO)
- 21. Juli 1979 in Houston durch TKO in der zwölften Runde gegen Rubén Olivares (87-9, 77 KO)
- 17. November 1979 in Port Moresby durch TKO in der elften Runde gegen Johnny Aba (26-1, 12 KO)
- 22. Januar 1980 in Bunkyō durch einstimmige Entscheidung nach 15 Runden gegen Shigemitsu Nemoto (33-8, 8 KO)
- 29. März 1980 in Panama-Stadt durch KO in der neunten Runde gegen Juan Malvárez (56-7, 37 KO)
- 20. Juli 1980 in Seoul durch KO in der achten Runde gegen Sa-Wang Kim (13-0, 10 KO)
- 4. Oktober 1980 in Vernon Township durch Mehrheitsentscheidung nach 15 Runden gegen Rocky Lockridge (16-0, 14 KO)
- 14. Februar 1981 in Panama-Stadt durch KO in der dreizehnten Runde gegen Patrick Forde (16-1, 10 KO)
- 1. August 1981 in Caracas durch KO in der siebenten Runde gegen Carlos Piñango (21-1, 16 KO)
- 5. Dezember 1981 in Panama-Stadt durch KO in der fünften Runde gegen Bashew Sibaca (47-15, 12 KO)
- 24. Januar 1982 in Atlantic City durch einstimmige Entscheidung nach 15 Runden gegen Juan La Porte (19-2, 11 KO)
- 16. Oktober 1982 in Charlotte durch Unentschieden nach 15 Runden gegen Bernard Taylor (18-0, 11 KO)
- 24. April 1983 in Sanremo durch einstimmige Entscheidung nach 15 Runden gegen Rocky Lockridge (29-2, 24 KO)
- 24. Oktober 1983 in Saint-Vincent durch einstimmige Entscheidung nach 15 Runden gegen José Caba (22-2, 16 KO)
- 27. Mai 1984 in Maracaibo durch einstimmige Entscheidung nach 15 Runden gegen Angel Mayor (15-0, 4 KO)
- 2. Februar 1985 in Panama-Stadt durch einstimmige Entscheidung nach 15 Runden gegen Jorge Lujan (27-7, 16 KO)

Am 8. Juni 1985 verlor er den Titel durch eine einstimmige Niederlage nach 15 Runden an Barry McGuigan (26-1, 23 KO). Im Anschluss bestritt er nur noch fünf Kämpfe, von denen er zwei verlor.

## Tod
Eusebio Pedroza erkrankte an Bauchspeicheldrüsenkrebs und starb einen Tag vor seinem 63. Geburtstag.